# 田中明 (韓国・朝鮮研究者)
田中 明（たなか あきら、1926年7月3日 - 2010年12月8日）は、日本の韓国・朝鮮研究学者。

## 略歴
愛知県名古屋市生まれ。叔父の養子となり、小学校からソウルで暮らす。龍山中学校卒業後、海軍経理学校へ入学。第二次世界大戦の終戦後は名古屋の旧制第八高等学校に編入学し、さらに東京大学文学部の新制一期生となり、1952年に卒業。中日新聞を経て、朝日新聞に入社。
朝日新聞社時代には、『朝日ジャーナル』記者として韓国を取材。1972年に朝日新聞を休職して、韓国の延世大学校 韓国語学堂・高麗大学留学。1979年に朝日新聞社を退社。1981年から拓殖大学海外事情研究所教授を務めた。
2010年12月8日、心筋梗塞で死去。84歳没。2011年に田中の誕生日である7月3日に教え子たち100名弱が集まって、「お別れの会」が催された。

## 著書

### 単著
- 『ソウル実感録』北洋社、1975年　三修社、1985
- 『常識的朝鮮論のすすめ』朝日新聞社、1981年
- 『朝鮮断想』草風館、1984年　 『韓国の「民族」と「反日」』朝日文庫、1988年 『韓国の民族意識と伝統』岩波現代文庫、2003年
- 『韓国政治を透視する』亜紀書房、1992年
- 『物語 韓国人』文春新書、2001年
- 『韓国はなぜ北朝鮮に弱いのか』晩聲社 2004
- 『遠ざかる韓国 冬扇房独語』晩聲社、2010年

### 訳書
- 千寛宇『韓国史への新視点』学生社 1976
- 崔仁勲『広場』（韓国文学名作選）泰流社、1978年
- 尹学準『時調』創樹社、1978年　『朝鮮の詩ごころ 「時調」の世界』講談社学術文庫、1992年
- 『李漢稷詩集』昭森社 1979
- 申在孝『パンソリ 春香歌・沈睛歌他』姜漢永共訳注、平凡社東洋文庫、1982年

### 論文
- 「韓国の〈里〉と〈農〉」『韓国読本』日本ペンクラブ編、福武文庫、1988年
- 「朝鮮のエトスと金正日」『北朝鮮の延命戦争』関川夏央ほか編、ネスコ、1998年
- 「「韓国のナショナリズムは健全だ」と言われたら」『韓国・北朝鮮の嘘を見破る』鄭大均、古田博司編、文藝春秋、2006年